# Phân loại ô tô
Việc phân loại ô tô thông thường dựa vào cỡ thân xe và dung tích khí thải động cơ. Những quốc gia có nền công nghiệp ô tô phát triển lớn là Nhật Bản, Hoa Kỳ, và các nước châu Âu đưa ra các cách phân loại riêng. Ở châu Âu, trừ Anh, các nước trong EU có cùng cách phân loại.

## Hoa Kỳ
Ở Hoa Kỳ, người ta phân ô tô thành các loại sau:

### Theo kích thước khung xe

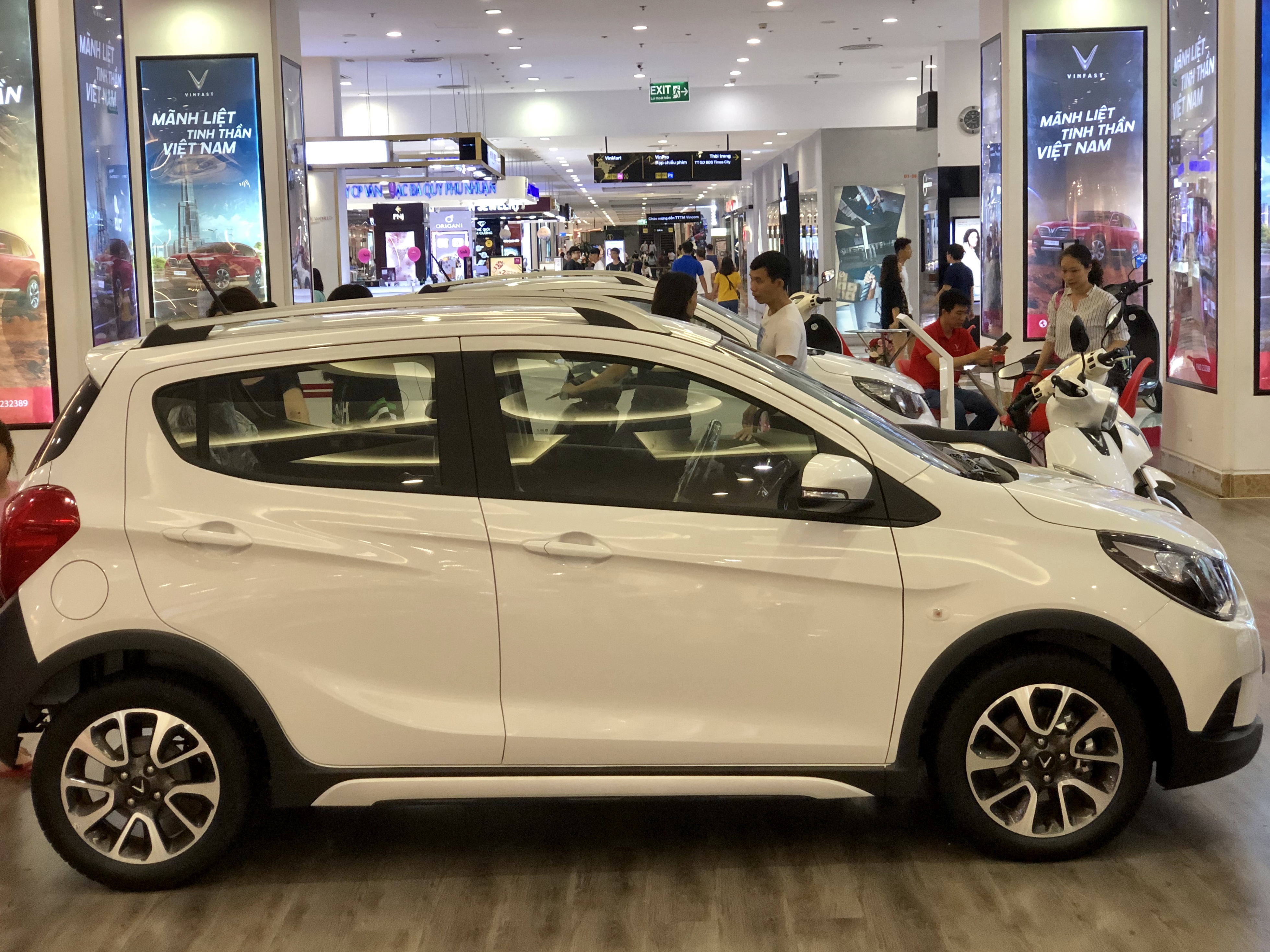
Fadil, xe hạng A

- Xe subcompact hay xe mini (subcompact car): Cơ quan Bảo vệ Môi trường Hoa Kỳ (EPA) đưa ra định nghĩa xe subcompact là xe có khoang hành khách cộng khoang hành lý rộng từ 85 đến 99 feet khối (tức là từ khoảng 2,4 đến 2,8 m³), thường là xe dẫn động cầu trước. Ví dụ về loại này là: Ford Fiesta, Ford Figo, Chevrolet Spark, KIA Morning.

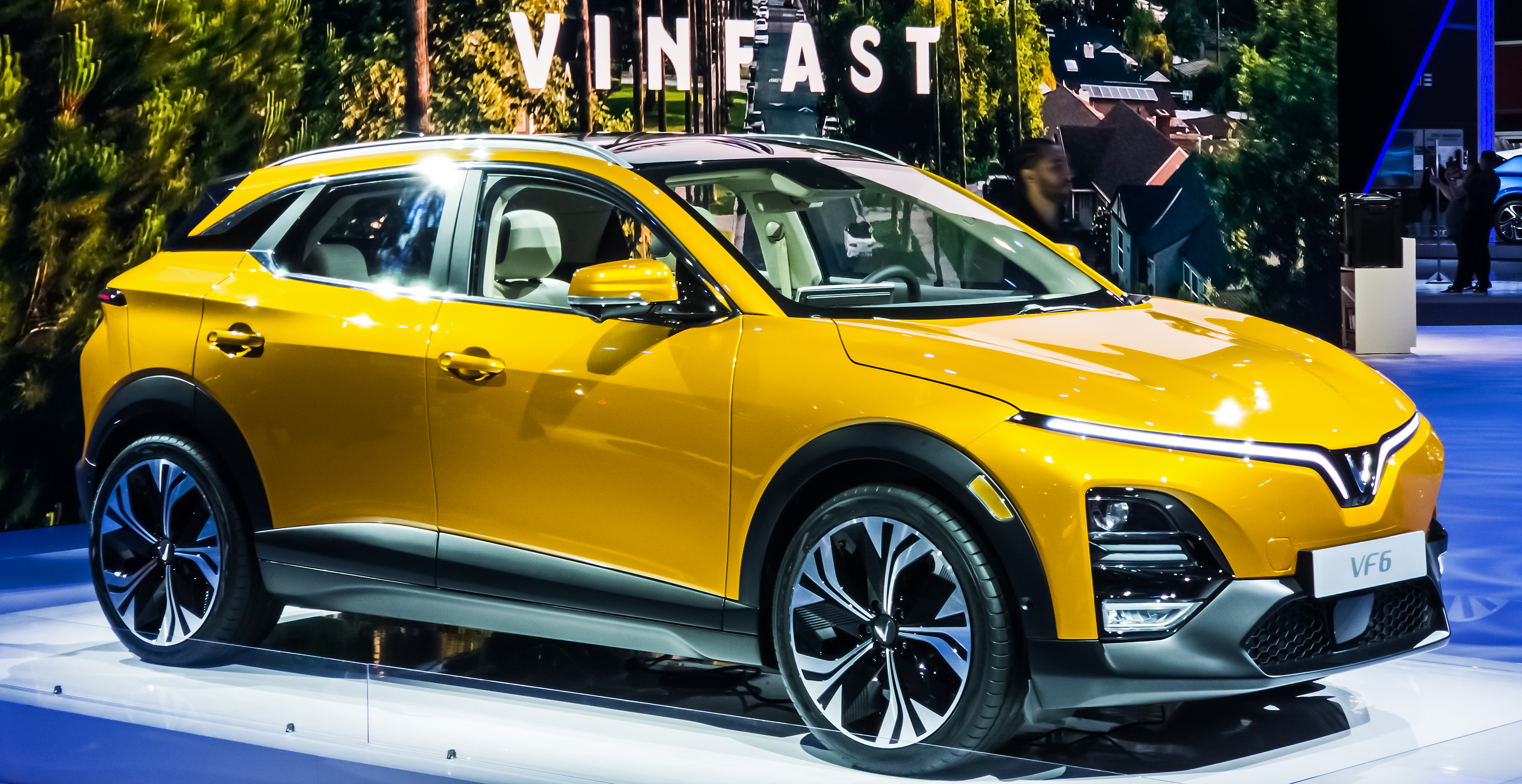
Xe thể thao đa dụng hạng B

- Xe hạng nhỏ (compact car): ví dụ, Ford Focus, Chevrolet Cruze. EPA định nghĩa xe compact là xe có khoang hành khách cộng khoang hành lý rộng từ 100 đến 109 feet khối (2,8-3,1 m³), thường là xe dẫn động cầu trước.

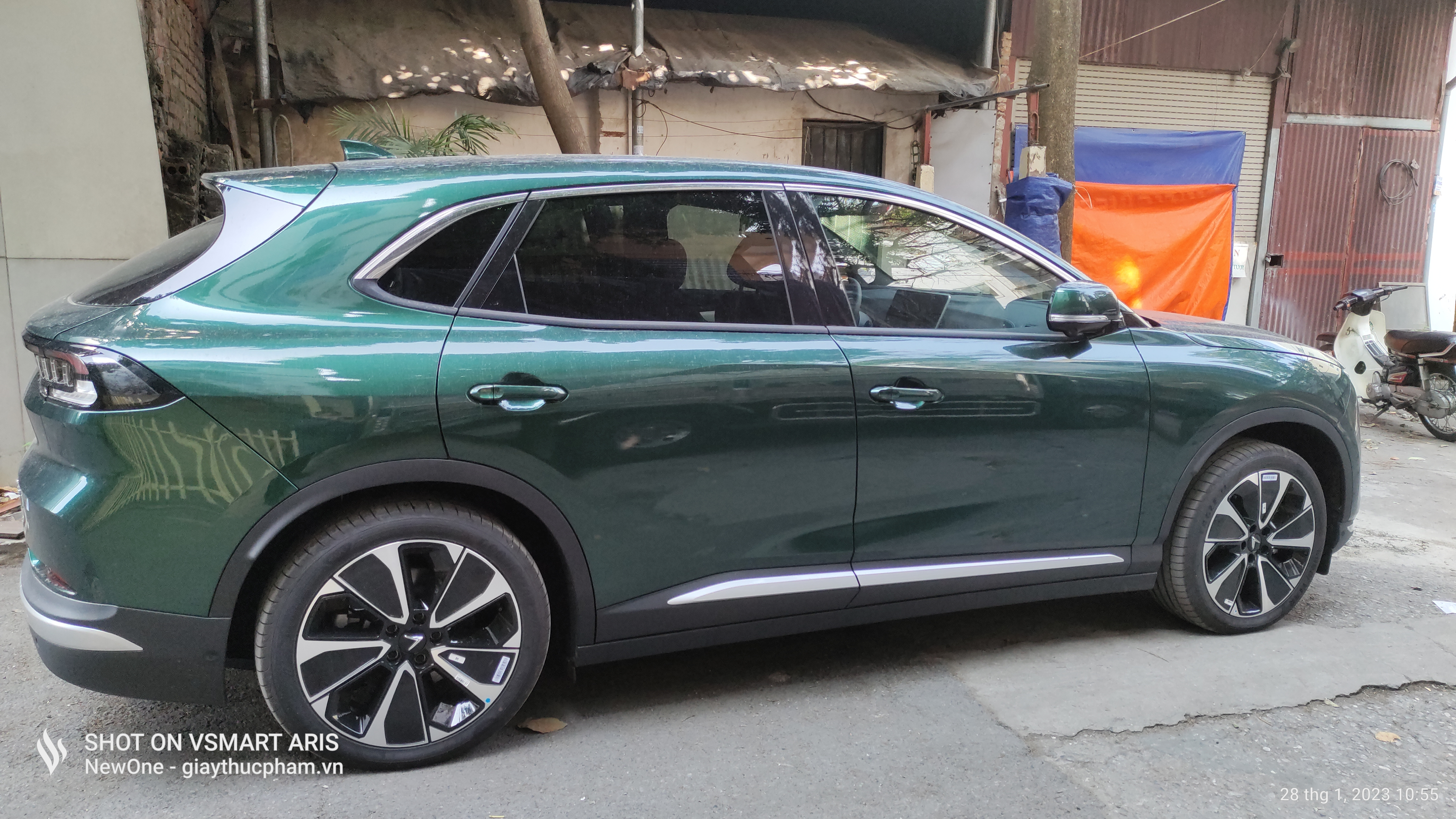
Xe hạng trung VF 8

- Xe hạng trung (mid-size car): là loại xe có khoang hành khách cộng khoang hành lý rộng từ 110 đến 119 feet khối (3,11-3,37 m³). Ví dụ: Ford Mondeo, Chevrolet Malibu, Lincoln LS, Cadillac CTS.

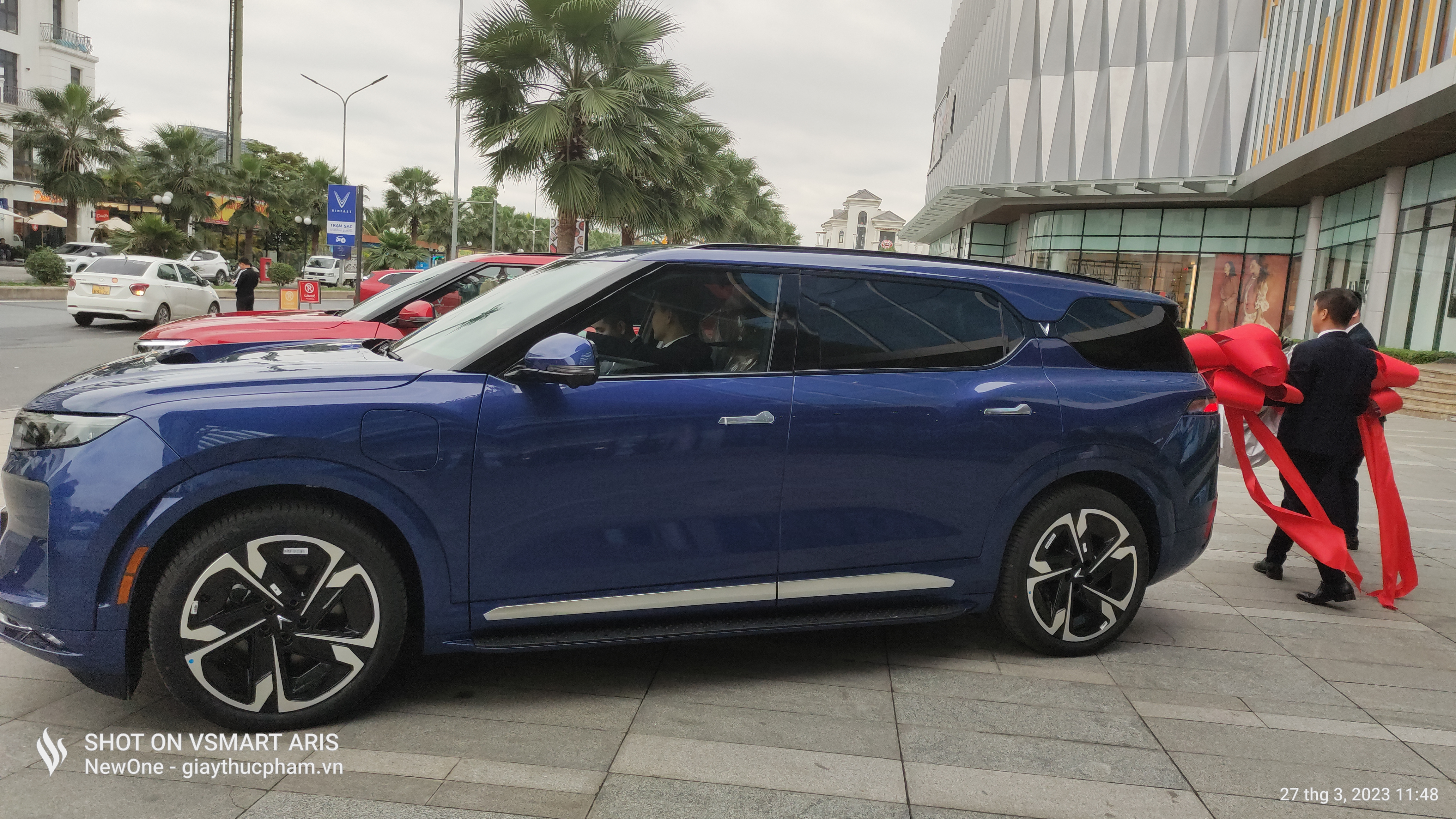
Xe điện phân khúc E

- Xe hạng lớn (full-size car hoặc large car): là xe có khoang hành khách cộng khoang hành lý rộng trên 3,3 m³. Ví dụ: Ford Crown Victoria, Chrysler 300C, Chevrolet Impala, Lincoln Town Car, Cadillac DTS.

### Theo kiểu khung xe và động cơ
- Xe thể thao (sports car): thường là xe nhỏ, 2 ghế ngồi, tốc độ cao. Ví dụ: Chevrolet Corvette, Porsche 911.
- Xe van hạng nhỏ, còn gọi là xe gia đình đa dụng (Multi Purpose Vehicle): xe van loại nhỏ, ví dụ, Chrysler Town and Country, Chrysler PT Cruiser, Ford Galaxy, Ford C-MAX, Chrysler Voyager.
- Xe van hạng lớn (full-size van): là loại xe có thân lớn có thể chờ được nhiều hành khách hoặc hàng hóa, thường có dẫn động cầu sau, thân và khung rời, động cơ đặt ở đầu xe, chẳng hạn như Ford E-Series và Chevrolet Express. Trước đây, có loại xe van nhỏ (compact van), nhưng nay ít sản xuất ở Hoa Kỳ.
- Xe thể thao đa dụng mini (Mini SUV): thường là loại SUV có khung và thân liền, có một vài tính năng của xe SUV (chủ yếu là hệ truyền động 4 bánh). Ví dụ: Jeep Wrangler.

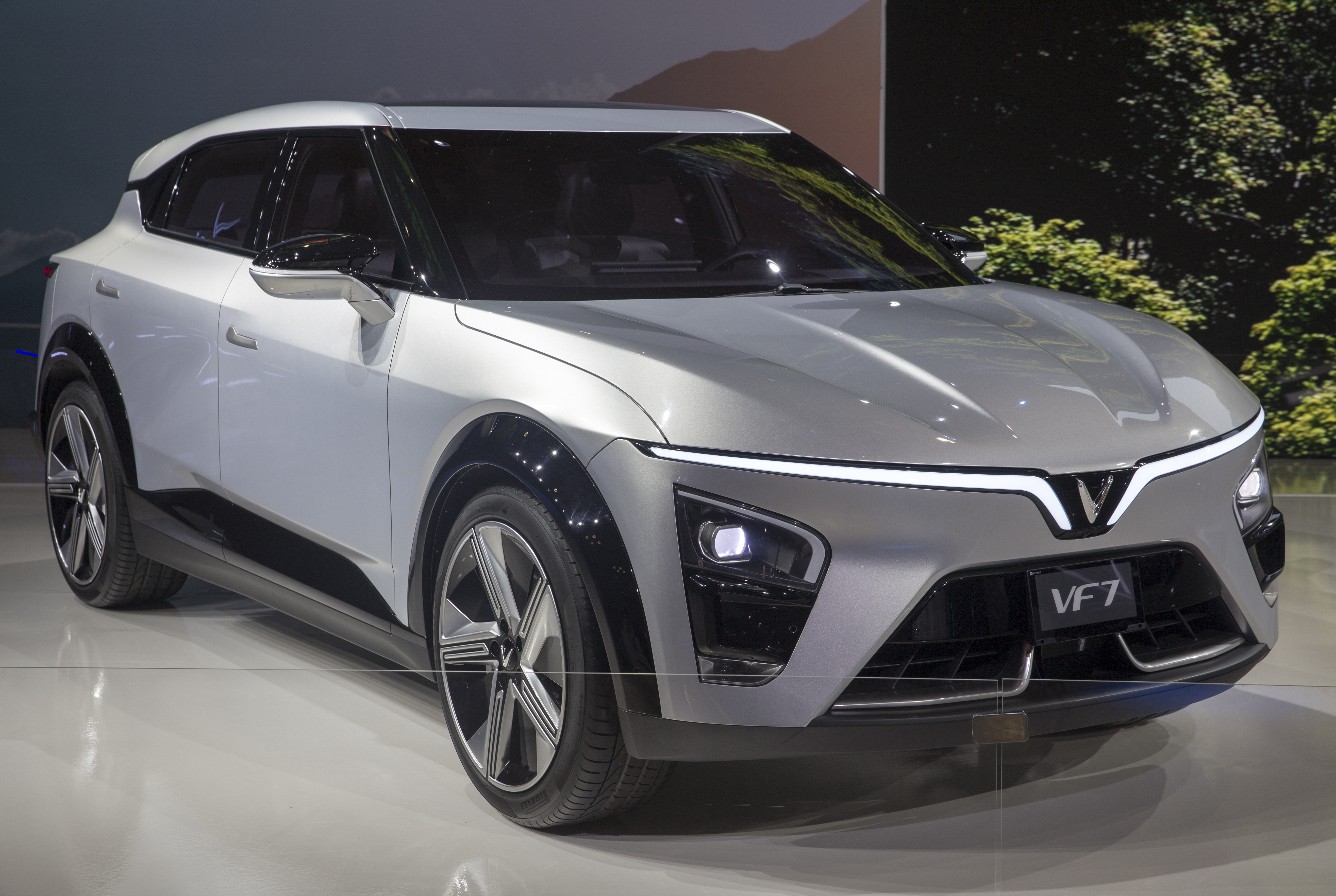
Xe thể thao đa dụng chạy điện

- Xe thể thao đa dụng hạng nhỏ (compact SUV): loại xe SUV có khung và thân liền và chiều dài thường trong khoảng 4,25 đến 4,60 mét. Ví dụ: Chevrolet S-10 Blazer, Ford Bronco II, Jeep Cherokee (XJ), Ford Escape, Chevy Equinox, Jeep Liberty
- Xe thể thao đa dụng hạng trung (mid-size SUV): Ford Explorer, Jeep Grand Cherokee, Chevrolet Tahoe
- Xe thể thao đa dụng hạng lớn (Full-size SUV): đây là xe SUV với đầy đủ tính năng, thân và khung xe rời. Ví dụ: Cadillac Escalade EXT, Chevrolet Suburban, Jeep Commander
- Xe bán tải hạng nhỏ (Mini pickup truck, compact pickup truck, hoặc đơn giản là pickup): xe tải nhỏ, có khoang lái tiện lợi, thường dùng động cơ I4, I5, I6 hay V6, khoang hành lý phía sau không có nắp, chẳng hạn Ford Ranger
- Xe bán tải hạng trung (Mid-size pickup truck): xe bán tải thường dùng động cơ V6, như Toyota Tacoma, Dodge Dakota, Hummer H3T
- Xe bán tải hạng nặng (Full-size pickup truck): thường có trọng tải trên 1,5 tấn, động cơ phía trước, dùng trục dẫn động với hệ dẫn động cầu sau hoặc truyền động 4 bánh, khoang hành lý phía sau có thể có nắp hoặc không. Ví dụ: Chevrolet Silverado (GMC Sierra), Dodge Ram, Ford F-Series
- Xe bán tải hạng đặc biệt (Full-size heavy duty pickup truck): như Chevrolet Silverado, Ford Super Duty

Ngoài ra còn có các loại:
- Xe crossover (CUV): loại lai giữa sedan và SUV, thân và khung liền, khoang hành khách rộng có thể tới 8 ghế, 4 cửa bên, 1 cửa sau, hệ truyền động 4 bánh. Ví dụ: Chevrolet Captiva, Chevrolet Equinox, Ford Edge. Trên thực tế thì không có một ranh giới nào cụ thể để phân biệt rõ ràng được đâu là dòng xe Crossover và đâu là SUV. Mặc dù có dáng giống với các xe thuộc dòng SUV nhưng Crossover lại lái giống với các loại xe ô tô thông thường. Sở dĩ có điều này vì SUV có cấu trúc thân rời, sử dụng khung gầm của xe tải. Dòng xe Crossover cũng có những ưu điểm giống với các xe SUV như khả năng chứa đồ, không gian buồng lái rộng rãi, sự tiện nghi, mức độ tiết kiệm nhiên liệu. Tuy nhiên, nhược điểm lớn nhất của nó so với dòng SUV là sức mạnh động cơ yếu hơn do trọng lượng xe nhẹ hơn. Vậy nhưng, Crossover vẫn là sự lựa chọn tốt cho các "phượt thủ".
- Xe tải thể thao đa dụng (Sport utility truck, SUT):
- Xe buýt nhỏ (mini bus): lai giữa minivan và bus, có từ 8 đến 30 ghế. Loại này lại gồm hai loại là microbus thường dài không quá 8 mét, và loại midibus trên 8 mét nhưng không quá 11 mét.
- Xe buýt lớn (full-size bus, large-size bus, plenibus): có nhiều ghế, dài trên 11 mét.

## Ở Nhật Bản

### Theo pháp luật
- Xe hạng nhẹ: thân dài dưới 3,4 mét, rộng dưới 1,48 mét, cao dưới 2 mét, dung tích khí thải của động cơ dưới 660 cc. Loại này thường được cấp biển số màu vàng chữ đen.
- Xe khách: thường mang biển số màu trắng chữ đen: gồm hai loại
  - Hạng nhỏ: dưới 2000 cc, dài dưới 4,7 m, rộng dưới 1,7 m, cao dưới 2 m. Biển số có ghi tên địa phương cấp biển và số với chữ số đầu là 5 hoặc 7.
  - Hạng phổ thông: lớn hơn hạng nhỏ. Biển số có ghi tên địa phương cấp biển và số với chữ số đầu là 3.

### Theo tạp chí chuyên ngành và các nhà chế tạo ô tô
- Hatchback:
  - Hạng mini (minika)
  - Hạng nhỏ (kompakutoka): dưới 1800cc. Ví dụ: Toyota Vitz/Toyota Yaris), Honda Fit/Honda Jazz, Nissan Match/Nissan Micra, Mazda Demio/Mazda2, Mitsubishi Colt, Suzuki Swift, Toyota Auris, Nissan Note, Nissan Tiida, Toyota Passo/Daihatsu Boon, Chevrolet Spark
- Sedan/station wagon:
  - Hạng đại chúng (taishusha): dung tích khí thải của động cơ dưới 1800cc. Ví dụ: Toyota Corolla, Nissan Tiida Latio, Honda Insight, Honda Civic, Toyota Yaris (loại sedan)/Toyota Vios, Mazda Axela/Mazda3, Subaru Impreza, Nissan Wingroad, Honda Airwave.
  - Hạng trung (midoruka): dưới 2400cc. Ví dụ: Lexus HS250H/Toyota Sai, Honda Accord, Mazda Atenza/Mazda6, Subaru Legacy, Suzuki Kizashi.
  - Hạng lớn (haionaka): từ 2400 cc trở lên, động cơ V6. Ví dụ: Toyota Crown, Toyota Mark X, Nissan Fuga, Nissan Skyline, Honda Inspire, Honda Legend.
- Minivan (miniban):
  - Hạng nhỏ (S saizu): dưới 1500 cc. Ví dụ: Toyota Sienta, Honda Freed, Daihatsu Boon Luminas, Toyota Passo Sette.
  - Hạng trung (M saizu): dưới 2000 cc. Ví dụ: Nissan Serena, Toyota Noah, Toyota Voxy, Honda Station Wagon, Nissan Lafesta, Honda Stream, Mazda Premacy.
  - Hạng lớn (L saizu): từ 2000 cc trở lên. Các loại xe gia đình đa dụng được Nhật Bản phân vào loại này. Ví dụ: Toyota Estima, Toyota Alphard, Toyota Vellfire, Nissan Elgrand, Honda Odyssey, Honda Elysion.
- SUV/crossover:
  - Hạng mini: như Suzuki Jimny, Mitsubishi Pajero Mini
  - Hạng nhỏ: dưới 1800 cc. Loại này của Nhật Bản tương đương với hạng SUV mini của Hoa Kỳ. Ví dụ: Daihatsu Be-go, Toyota Rush, Suzuki Jimny Sierra.
  - Hạng trung: dưới 2400 cc. Loại này của Nhật Bản tương đương với loại SUV nhỏ của Hoa Kỳ. Ví dụ: Suzuki Escudo, Toyota RAV4, Nissan X-Trail, Honda CR-V, Mitsubishi Outlander, Subaru Forester.
  - Hạng lớn: trên 2400 cc. Ví dụ: Toyota Land Cruiser, Toyota Land Cruiser Prado, Mitsubishi Pajero, Lexus RX, Nissan Murano.

## Ở EU
Ở EU, Ủy ban châu Âu phân loại xe thành các hạng (segment) A, B, C, D, E, F, S, M, J.
A là hạng xe mini, B là xe hạng nhỏ, C là xe hạng trung (nhưng tương đương với hạng nhỏ của Hoa Kỳ), D là xe hạng lớn (nhưng tương đương với hạng trung của Hoa Kỳ), E là hạng executive (tương đương với hạng lớn và hạng chớm sang của Hoa Kỳ), F là hạng xe sang (tương đương với hạng sang cỡ lớn của Hoa Kỳ), S là hạng thể thao, M là hạng gia đình đa dụng (tương đương minivan hạng nhỏ của Hoa Kỳ), J là hạng thể thao đa dụng (tương đương với các loại SUV của Hoa Kỳ).
Trong khi đó Chương trình đánh giá xe mới của châu Âu (Euro NCAP) phân loại xe thành các hạng siêu mini (tương đương hạng A và B của Ủy ban châu Âu), hạng xe gia đình loại nhỏ (tương đương hạng C), loại xe gia đình hạng lớn (tương đương hạng D), loại Executive, loại xe gia đình đa dụng hạng nhỏ, xe gia đình đa dụng hạng lớn (tương đương loại minivan của Hoa Kỳ), xe địa hình 4x4 hạng nhỏ (tương đương SUV mini và SUV nhỏ của Hoa Kỳ), xe địa hình 4x4 hạng lớn (tương đương SUV hạng trung và SUV lớn của Hoa Kỳ), hạng bán tải bán (không chia thành các cỡ bán tải khác nhau như ở Hoa Kỳ).

## Các loại khác
- Coupe: Từ thông dụng chỉ kiểu xe thể thao hai cửa bốn chỗ mui cứng.
- Roadster: Kiểu xe hai cửa, mui trần và chỉ có 2 chỗ ngồi.
- Convertibles hay cabriolet, cabrios (ở Đức): Thường là loại xe thể thao có mui xếp hoặc mui trần.
- Hard-top: Kiểu xe mui kim loại cứng không có khung đứng giữa 2 cửa trước và sau
- Crossover hay CUV, chữ viết tắt của cụm từ tiếng Anh "Crossover Utility Vehicle": Loại xe việt dã có gầm khá cao nhưng trọng tâm xe lại thấp vì là biến thể của xe sedan gầm thấp sát-xi liền khối và xe việt dã sát xi rời. Dòng xe này có gầm cao để vượt địa hình nhưng khả năng vận hành trên đường trường tương đối giống xe gầm thấp. Ví dụ: Hyundai Santa Fe, Chevrolet Captiva...vv.
- Sedan: Sedan là dòng ô tô có 4-5 chỗ ngồi, kết cấu gồm 3 khoang: Khoang động cơ phía trước, khoang hành khách ( có 2 hàng ghế) ở giữa và khoang hành lý phía sau, gầm xe thấp ( không cao hơn 200mm).